# Dorénaz
Dorénaz je obec v západní (frankofonní) části Švýcarska, v kantonu Valais. Žije zde 969 obyvatel.

## Geografie

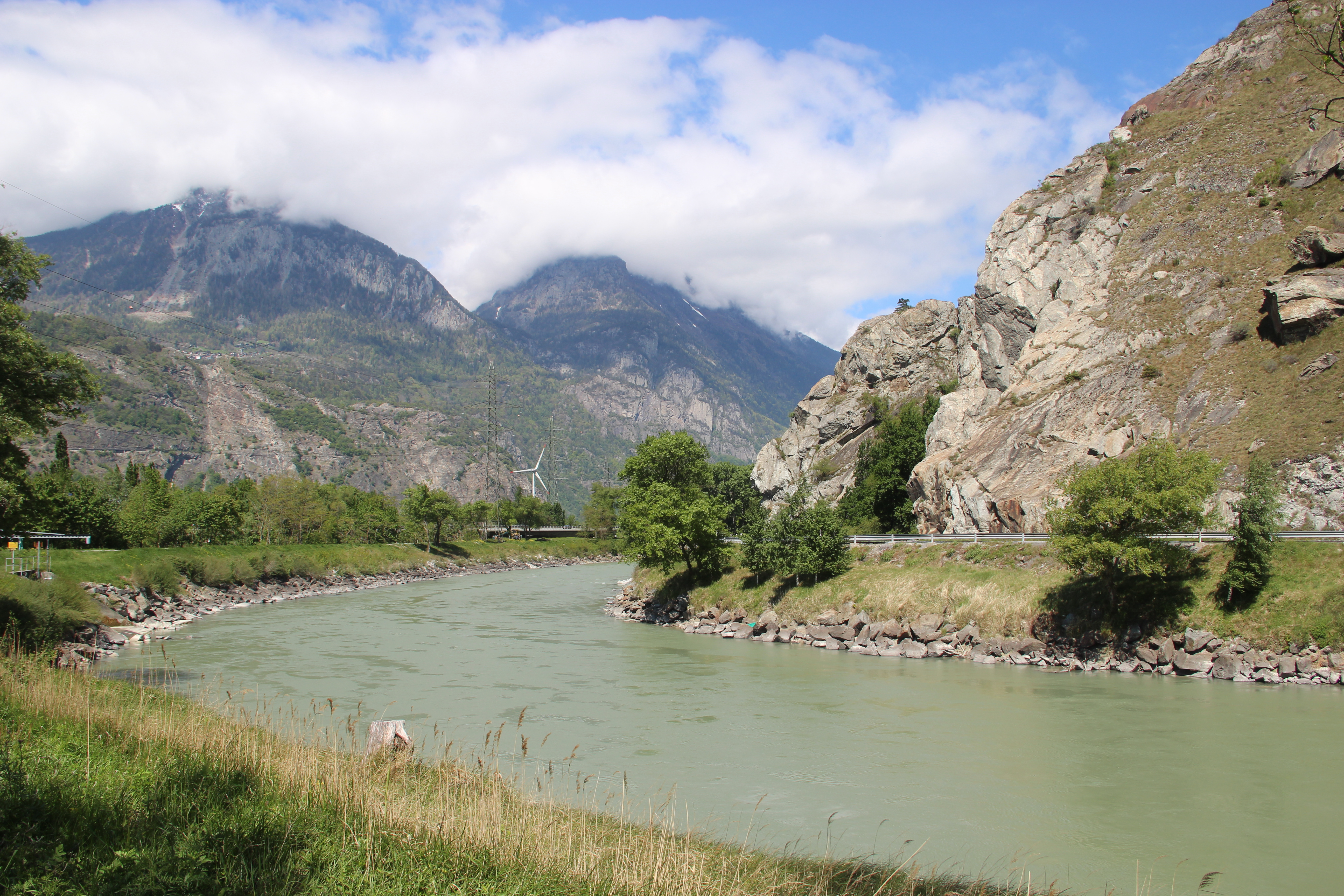
Přírodní rezervace Les Follatères

Dorénaz se nachází na východním břehu řeky Rhôny, která zde protéká severně od Martigny, a jihojihozápadně od Saint-Maurice. Kromě vesnice Dorénaz patří k obci také vesnice Alesse a Champex. Do posledně jmenované se z Dorénaz lze dostat lanovkou. Sousedními obcemi jsou Collonges na severu, Fully na východě, Martigny na jihu, Vernayaz na západě a Evionnaz na severoseverozápadě.

## Historie
První zmínka o obci pochází z roku 1239 pod názvem Colunges. Ve 13. století byl Dorénaz v rukou měšťanského rodu Wychardy ze Saint-Maurice. V roce 1300 se vesnice stala majetkem špitálu svatého Jakuba, který patřil opatství Saint-Maurice. Opatství mělo také práva na oblast Bois de Rosel, která byla v květnu 1741 zrušena kantonální radou Valais a přešla na obec. V letech 1476–1798 patřila obec k panství, později k okresu Saint-Maurice. V letech 1802–16 tvořil Dorénaz spolu s Collonges a Alesse obec Outre-Rhône. Vesnice Alesse se nakonec stala součástí Dorénazu v roce 1841. Církevně obec původně patřila k farnosti sv. Zikmunda v Saint-Maurice, v roce 1723 byla spolu s Collonges přiřazena k nové farnosti Outre-Rhône (farní kostel v Collonges).
V 19. století zde vznikly břidlicové lomy (vytěžený materiál se přepravoval lanovkou mezi Dorénaz a Alesse) a uhelný důl. V 80. letech 19. století nahradil přívoz železný most mezi obcemi Dorénaz a Vernayaz. Dorénaz se postupně vyvinul v rezidenční obec; mnoho jeho obyvatel pracuje v Monthey nebo Saint-Maurice. Na obecních pozemcích se nachází přírodní rezervace Les Follatères.

## Obyvatelstvo
| Rok            | 1850 | 1900 | 1920 | 1950 | 1980 | 2000 | 2010 | 2012 | 2014 | 2016 |
| Počet obyvatel | 305  | 467  | 648  | 474  | 451  | 607  | 734  | 796  | 858  | 911  |

## Doprava
Obec leží mimo hlavní dopravní tahy. Nejbližší železniční zastávka Vernayaz leží na Simplonské dráze (Lausanne–Sion) a je od obce vzdálena několik kilometrů. Spojení do centra obce zajišťují autobusové linky Postauto.
Nejbližší nájezd na dálnici A9 je exit 21 (Martigny).